# Nectomys rattus
Nectomys rattus es una especie de roedor de la familia Cricetidae.

## Distribución geográfica
Se encuentra en la Guayana Francesa. 